# Gora Tri Vershiny
Gora Tri Vershiny är ett berg i Antarktis. Det ligger i Östantarktis. Australien gör anspråk på området. Toppen på Gora Tri Vershiny är 16 meter över havet.
Terrängen runt Gora Tri Vershiny är huvudsakligen platt. Trakten är obefolkad. Det finns inga samhällen i närheten.